# Teresa Medeiros
Teresa Medeiros (nacida en 1962) es una escritora estadounidense de novelas románticas de corte histórico. Escribió su primera obra a la edad de veintiún años, llegando a vender millones de ejemplares en su subgénero por lo que sus libros aparcen en la lista de best sellers de New York Times.

## Libros
- Goodnight Tweetheart (2011)
- The Devil Wears Plaid (agosto de 2010)
- Some Like It Wild (abril de 2009)
- Some Like It Wicked (agosto de 2008)
- El vampiro que me amó (octubre de 2006)
- Después de la medianoche (septiembre de 2005)
- Tuya hasta el amanecer (agosto de 2004)
- Escándalo en la noche (agosto de 2003)
- Un beso inolvidable (mayo de 2002)
- La novia y la bestia (abril de 2001)
- El Príncipe Encantador (abril de 1999)
- Nobody's Darling (abril de 1998)
- Toque del Encanto (julio de 1997) (secuela de la respiración de la Magia)
- Aliento de la Magia (marzo de 1996)
- Más justo de todos ellos (mayo de 1995)
- Ladrón de Corazones (septiembre de 1994)
- A Whisper of Roses (octubre de 1993)
- Una vez un Angel (abril de 1993)
- Heather y Velvet (junio de 1992)
- Sombras y encaje (Reproducido en octubre de 1996, fue publicado originalmente en septiembre de 1990)
- Señora de la Conquista (Reproducido diciembre de 1998, fue publicado originalmente en agosto de 1989)
- Como conquistar al diablo